# Фрелунда (хокейний клуб)
«Фрелунда» (швед. Frölunda) — хокейний клуб з м. Гетеборг, Швеція. Заснований у 1939 році. Виступає у чемпіонаті Шведської хокейної ліги. 
Домашні ігри команда проводить на арені «Скандинавіум» (12044 глядачів). Кольори клубу зелений, червоний і білий.

## Досягнення
Шведська хокейна ліга
- Чемпіон Швеції 5 разів — 1965, 2003, 2005, 2016, 2019.
- Срібний призер 7 разів — 1966, 1967, 1980, 1996, 2003, 2005, 2006.

Ліга чемпіонів з хокею
- Переможець Ліги чемпіонів з хокею 4 рази: 2016, 2017, 2019, 2020.

## Відомі хокеїсти
- воротарі: Йоран Гегюста, Генрік Лундквіст;
- захисники: Герт Блуме, Арне Карлссон, Томмі Бергман, Расмус Далін, Ларс-Ерік Шеберг, Л.-Е. Есб'єрс, Юакім Есб'єрс, А. Блумстен, К. Бекман, Ронні Сундін, Фредрік Бйорк;
- нападаники: Рональд Петтерссон, Ларс Ерік Лундвалль, Ульф Стернер, А. Генрікссон, М. Лінд, Ф. Лундстрем, Х. Шее, Мікаель Андерссон, Патрік Карнбек, Ніклас Андерссон, Даніель Альфредссон, Пер-Юган Аксельссон, Александер Стін, Магнус Канберг, Ярі Толса, Фредрік Шестрем, Джої Кребб, Джоел Лундквіст.

Найбільших успіхів у роботі з клубом досяг тренер Арне Стремберг.